# Lophomilia striatipurpurea
Lophomilia striatipurpurea là một loài bướm đêm trong họ Noctuidae.